# Nobuhiko Oshima
Nobuhiko Oshima (大島 伸彦, Ōshima Nobuhiko), (Sakai, 15 de novembro de 1977) melhor conhecido pelo seu nome no ringue Cima (estilizado letras maiúsculas e pronunciado Shima), é um lutador de luta livre profissional japonês que atualmente atua para a Dragon Gate na sua expansão internacional Dragon Gate USA.

## No wrestling
- Movimentos de finalização

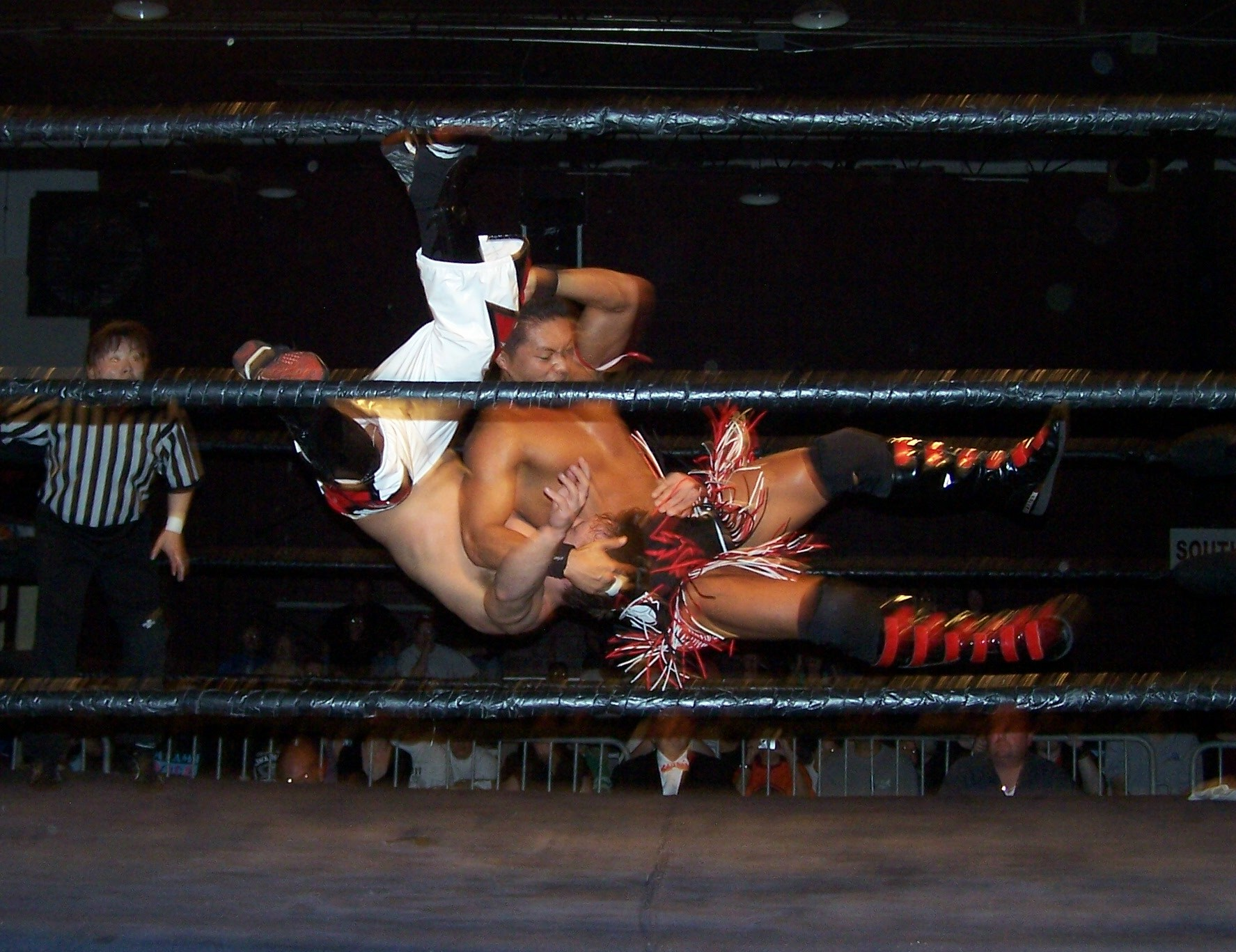
Cima aplicando o Schwein em Jack Evans.

  - Crossfire (Double pumphandle sitout powerbomb,[3][4] às vezes transicionado em um straight jacket triangle choke)[4]
  - Egoist Schwein (Pumphandle sidewalk slam)[4]
  - Mad Splash (Frog splash)[1][2][3][4][5]
  - Meteora (Diving or springboard double knee drop no peito de um oponente sentado)[2][3][4]
  - Nagoya Castle / Drug Bomb (Crucifix caindo em um sitout facebuster)[4]
  - Schwein (Ataques de luta profissional#Over the shoulder back-to-belly piledriver,[1][2][3][4][5] às vezes enquanto aplicando um wrist-clutch,[3][4] dropped over the knee e transicionado em um figure four leglock,[4] ou a partir da top rope)[6]

- Movimentos secundários
  - Blood Silk Road (Arm trap inverted Gannosuke clutch)[3]
  - Dos Caras Clutch (Standing hammerlock rolando para um leg hook cradle)[4]
  - Goriconoclasm (Cross-armed iconoclasm)[1][4]
  - Iconoclasm[3][4][5]
  - Jorge Complete (Scoop powerslam transicionado para um modified reverse rolling prawn hold)[4]
  - Jorge Clutch (Arm drag transicionado para um modified reverse rolling prawn hold)[4]
  - LA Mart (Inverted Gannosuke clutch)[3][4]
  - Nakayubi (Front chancery transicionado para um DDT)[1][4]
  - Neji to Hashi (Cross-legged cradle suplex)[1]
  - Perfect Driver (Cross-legged sitout scoop slam piledriver)[1][3][4][5]
  - Salmonella (Spike piledriver)[1][4]
  - Skayde Special (Inverted cloverleaf)[5]
  - Superdrol (Double knee backbreaker ou um running double knee strike nas costas ou peito de um oponente cercado)[4]
  - Superkick[7]
  - Tokarev (Corner-to-corner missile dropkick, às vezes enquanto aplicando um somersault)[1][3][4]
  - Turkey (Arm triangle choke)[4]
  - Venus (Leaping palm strike sentado na terceira corda)[1][3][5]

- Alcunhass
  - "Aku no Hana" (Japanese para "Flor do Mal")[3]

- Gerentes
  - Taru

- Temas de entrada
  - "Me Gusta Cola" por Jesus Believes Me[3]
  - "Me Gusta Cola" por Joe[2]

## Campeonatos e prêmios
- Australasian Wrestling Federation
  - AWF Australasian Championship (1 vez)[1]

- Dragon Gate
  - Open the Brave Gate Championship (1 vez)[1]
  - Open the Dream Gate Championship (3 vezes)[1]
  - Open the Owarai Gate Championship (1 vez)[1]
  - Open the Twin Gate Championship (5 vezes, atuais) – com Gamma (3), Ricochet (1) e Dragon Kid (atuais)
  - Open the Triangle Gate Championship (12 vezes) – com Naruki Doi e Shingo Takagi (1), Naruki Doi e Don Fujii (1), Magnitude Kishiwada e Masato Yoshino (1), Jack Evans e BxB Hulk (1), Ryo Saito e Susumu Yokosuka (2), Gamma e Kagetora (1), Gamma e Genki Horiguchi (2), Dragon Kid e Ricochet (1), e Don Fujii e Gamma (2)
  - Open the Triangle Gate League (2006)[8]

- Dragon Gate USA
  - Open the United Gate Championship (2 vezes) – com Ricochet (1) e AR Fox (1)[9][10]

- International Wrestling Revolution Group
  - IWRG Intercontinental Welterweight Championship 2 vezes)[1]
  - Copa Higher Power (1998) – com Judo Suwa, Lyguila, Magnum Tokyo, Ryo Saito, Sumo Fujii e Último Dragón[11]
  - Copa Higher Power (2007)

- Michinoku Pro Wrestling
  - Futaritabi Tag Team League (1999) – com Suwa[8]

- Pro Wrestling Guerrilla
  - Battle of Los Angeles (2007)[1]

- Pro Wrestling Illustrated
  - PWI colocou-o em #44 dos 500 melhores lutadores individuais na PWI 500 em 2000[12]

- Tokyo Sports
  - Technique Award (2006)[13]

- Toryumon Japan
  - NWA International Light Heavyweight Championship (1 vez)[1]
  - Último Dragón Gym Championship (2 vezes)
  - UWA World Trios Championship (4 vezes) – com Suwa e Big/Don Fujii (3), e Big Fuji e Taru (1)[1]
  - El Numero Uno League (2003)[8]
  - One Night Tag Tournament (2002) – com Suwa[8]
  - UDG Championship Tournament (2004)[8]

- Wrestling Observer Newsletter
  - Luta 5 estrelas (2006) com Naruki Doi e Masato Yoshino vs. Dragon Kid, Genki Horiguchi e Ryo Saito (ROH Supercard of Honor, 31 de março)[14]
  - Luta do ano (2006) com Naruki Doi e Masato Yoshino vs. Dragon Kid, Genki Horiguchi e Ryo Saito (ROH Supercard of Honor, 31 de março)[14]

### Recorde nas Luchas de Apuestas
| Vencedor (aposta) | Perdedor (aposta)          | Local         | Evento                    | Data                   | Notas             |
| ----------------- | -------------------------- | ------------- | ------------------------- | ---------------------- | ----------------- |
| Cima (cabelo)     | Masaaki Mochizuki (cabelo) | Tóquio, Japão | La Ultima Calola          | 10 de dezembro de 2001 | [ Nota 1 ]        |
| Gamma (cabelo)    | Cima (cabelo)              | Osaca, Japão  | Crown Gate: Osaka Special | 23 de novembro de 2006 |                   |
| Cima (cabelo)     | Yasushi Kanda (cabelo)     | Aichi, Japão  | Dead or Alive             | 5 de maio de 2008      | [ Nota 2 ]        |
| Cima (passaporte) | Mondai Ryu (máscara)       | Tóquio, Japão | Rainbow Gate 2012         | 6 de julho de 2012     | [ Nota 3 ]        |
| T-Hawk (cabelo)   | Cima (cabelo)              | Nagoia, Japão | Dead or Alive 2015        | 5 de maio de 2015      | [ Nota 4 ] [ 15 ] |